# Hyundai Santa Cruz
Le Hyundai Santa Cruz est un pick-up du constructeur automobile Sud-Coréen Hyundai. Il est commercialisé à partir de 2021 est basé sur la quatrième génération de Tucson.

## Présentation
Le Hyundai Santa Cruz est présenté en avril 2021 et produit à partir de 2021> dans l'usine de Montgomery (Hyundai Motor Manufacturing Alabama) aux États-Unis pour le marché local.

## Caractéristiques techniques
Le pick-up est doté d'une transmission intégrale nommée HTRAC, pour Hyundai TRACtion.

### Motorisations
Le Santa Cruz reçoit deux motorisations thermiques à essence de 2,5 litres. Un 4-cylindres d'une puissance de 190 ch et 244 N m de couple associé à une boîte automatique à 8 rapports, ou le même moteur doté d'un turbo d'une puissance de 275 ch et 420 N m de couple associé à une boîte robotisée à double embrayage à 8 rapports.

## Concept car
Le Santa Cruz est préfiguré par le concept car Hyundai Santa Cruz Crossover Truck Concept présenté au Salon international de l'automobile d'Amérique du Nord à Détroit en janvier 2015.